# Genadendal
Genadendal è una cittadina sudafricana situata nella municipalità locale di Theewaterskloof nell'Overberg nella provincia del Capo Occidentale.

## Storia
Genadendal nacque come missione evangelica, la prima in Sudafrica, venendo fondata da Georg Schmidt, missionario tedesco della Chiesa morava il 23 aprile 1738.